# Radicaal 183
Van de in totaal 214 Kangxi-radicalen heeft radicaal 183 de betekenis vliegen. Het is een van de elf radicalen die bestaat uit negen strepen.
In het Kangxi-woordenboek zijn er 92 karakters die dit radicaal gebruiken.

## Karakters met het radicaal 183

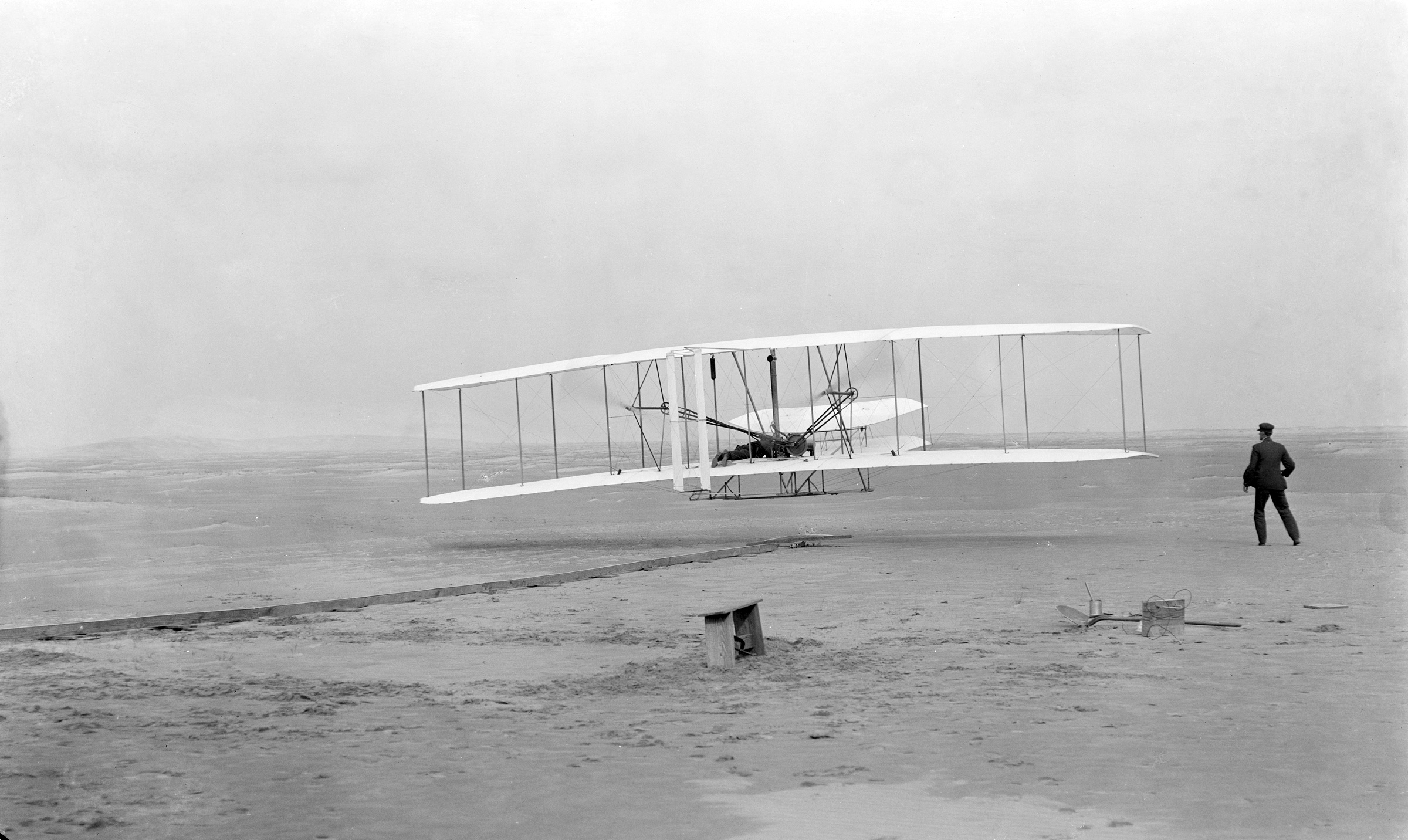
De Wright Flyer van de gebroeders Wright.

| Strepen | Karakter |
| ------- | -------- |
| + 0     | 飛 飞    |
| + 12    | 飜       |
| + 18    | 飝       |

Orakelbotkarakter
Groot zegelkarakter
Klein zegelkarakter